# Tomáš Kirschner
MgA. Tomáš Kirschner (* 1969) je český hudebník hrající na hornu (lesní roh) v Symfonickém orchestru hlavního města Prahy (FOK) a uskupeních Corni Delicati, Bohemian Brass, Lovecké Trio Praha a Blue Moon Band. Rozepsal též jednotlivé party třinácti písní skupiny Mig 21 z původní verze pětičlenné skupiny pro soubor složený ze smyčcových a dechových nástrojů. Upravené písně secvičil s orchestrem složeným z muzikantů pocházejících z různých souborů a vystoupil s ním roku 2008 na společném koncertu s kapelou Mig 21 na hudebním festivalu nazvaném Berounské Letorosty, jenž se koná na konci léta ve středočeském Berouně.